# Thomas Helmer
Thomas Helmer (Herford, Alemania, 21 de abril de 1965) es un exfutbolista alemán. Inició su carrera jugando por el Arminia Bielefeld en 1986 hasta que fue a jugar por el Borussia Dortmund en 1989. También jugó en el Bayern de Múnich y el Hertha Berlín. Asimismo jugó en Inglaterra para el Sunderland.
Conquistó en tres oportunidades la Bundesliga en los años 1994, 1997 y 1999, 2 copas de Alemania en 1989 y 1998 y la Copa de la UEFA en 1996, así como una medalla de plata en la Eurocopa de 1992. Asimismo fue campeón en la Supercopa alemana de 1997 y 1998. En el 2005 empezó a trabajar como reportero deportivo en Alemania.

## Selección nacional
Debutó con Alemania el 10 de octubre de 1990 en la victoria de los alemanes por 3-1 sobre Suecia en Estocolmo. Con su selección jugó la Copa Mundial de Fútbol de 1994 y 1998, además de la Eurocopa de 1996, donde los alemanes se coronaron campeones, siendo este su mayor éxito con su seleccionado. Se retiró de su selección tras la Copa Mundial de Fútbol de 1998. Disputó un total de 68 partidos, marcando 5 goles.

### Participaciones en Copas del Mundo
| Mundial                        | Sede           | Resultado        |
| ------------------------------ | -------------- | ---------------- |
| Copa Mundial de Fútbol de 1994 | Estados Unidos | Cuartos de final |
| Copa Mundial de Fútbol de 1998 | Francia        | Cuartos de final |

### Participaciones en Eurocopa
| Eurocopa      | Sede       | Resultado  |
| ------------- | ---------- | ---------- |
| Eurocopa 1992 | Suecia     | Subcampeón |
| Eurocopa 1996 | Inglaterra | Campeón    |

## Clubes
| Club              | País       | Año       |
| ----------------- | ---------- | --------- |
| Arminia Bielefeld | Alemania   | 1984-1986 |
| Borussia Dortmund | Alemania   | 1986-1992 |
| Bayern de Múnich  | Alemania   | 1992-1999 |
| Hertha Berlín     | Alemania   | 1999      |
| Sunderland F. C.  | Inglaterra | 1999-2000 |

## Palmarés

### Campeonatos nacionales
| Título                      | Club              | País     | Año     |
| --------------------------- | ----------------- | -------- | ------- |
| Copa de Alemania            | Borussia Dortmund | Alemania | 1988-89 |
| Supercopa de Alemania       | Borussia Dortmund | Alemania | 1989    |
| Bundesliga                  | Bayern de Múnich  | Alemania | 1993-94 |
| Bundesliga                  | Bayern de Múnich  | Alemania | 1996-97 |
| Copa de la Liga de Alemania | Bayern de Múnich  | Alemania | 1998    |
| Copa de Alemania            | Bayern de Múnich  | Alemania | 1997-98 |
| Copa de la Liga de Alemania | Bayern de Múnich  | Alemania | 1998    |
| Bundesliga                  | Bayern de Múnich  | Alemania | 1998-99 |

### Copas internacionales
| Título          | Club / Selección      | País     | Año     |
| --------------- | --------------------- | -------- | ------- |
| Copa de la UEFA | Bayern de Múnich      | Alemania | 1995-96 |
| Eurocopa        | Selección de Alemania | Alemania | 1996    |

## Obras benéficas
En la actualidad, se dedica también a apadrinar obras benéficas en colaboración con la FIFA y otros organismos internacionales, en algunos países con problemas sociales tales como Vietnam. Él y su esposa, la actriz Yasmina Filali, han inaugurado oficialmente la aldea infantil SOS de Dong Hoi en Vietnam. La aldea y el jardín de infancia SOS asociado forman parte de la iniciativa "6 aldeas para 2006" que la FIFA y Aldeas Infantiles SOS han implementado conjuntamente. Thomas y Yasmina han sido sus célebres padrinos.